# Exit Planet Dust
Exit Planet Dust è l'album di debutto del duo elettronico inglese The Chemical Brothers, pubblicato nel Regno Unito il 26 giugno 1995 e negli Stati Uniti d'America il 15 agosto.

## Tracce
Testi e musiche di Tom Rowlands, Ed Simons.
1. Leave Home – 5:32
2. In Dust We Trust – 5:17
3. Song to the Siren – 3:16
4. Three Little Birdies Down Beats – 5:38
5. Fuck Up Beats – 1:25
6. Chemical Beats – 4:50
7. Chico's Groove – 4:48
8. One Too Many Mornings – 4:13
9. Life Is Sweet – 6:33 – (feat. Tim Burgess)
10. Playground for a Wedgeless Firm – 2:31
11. Alive Alone – 5:16 – (feat. Beth Orton)

Durata totale: 49:19

## Classifiche
| Classifica       | Posizione raggiunta |
| ---------------- | ------------------- |
| Regno Unito      | 9                   |
| Svezia           | 17                  |
| Nuova Zelanda    | 42                  |
| Belgio (Fiandre) | 49                  |
| Paesi Bassi      | 77                  |